# Rich River
Der Rich River ist ein Fluss im östlichen Gippsland im Osten des australischen Bundesstaates Victoria.
Er entspringt am Westhang des Mount Jack, fließt nach Südwesten und mündet nach 17 Kilometern in den Brodribb River.